# Francis Thomé

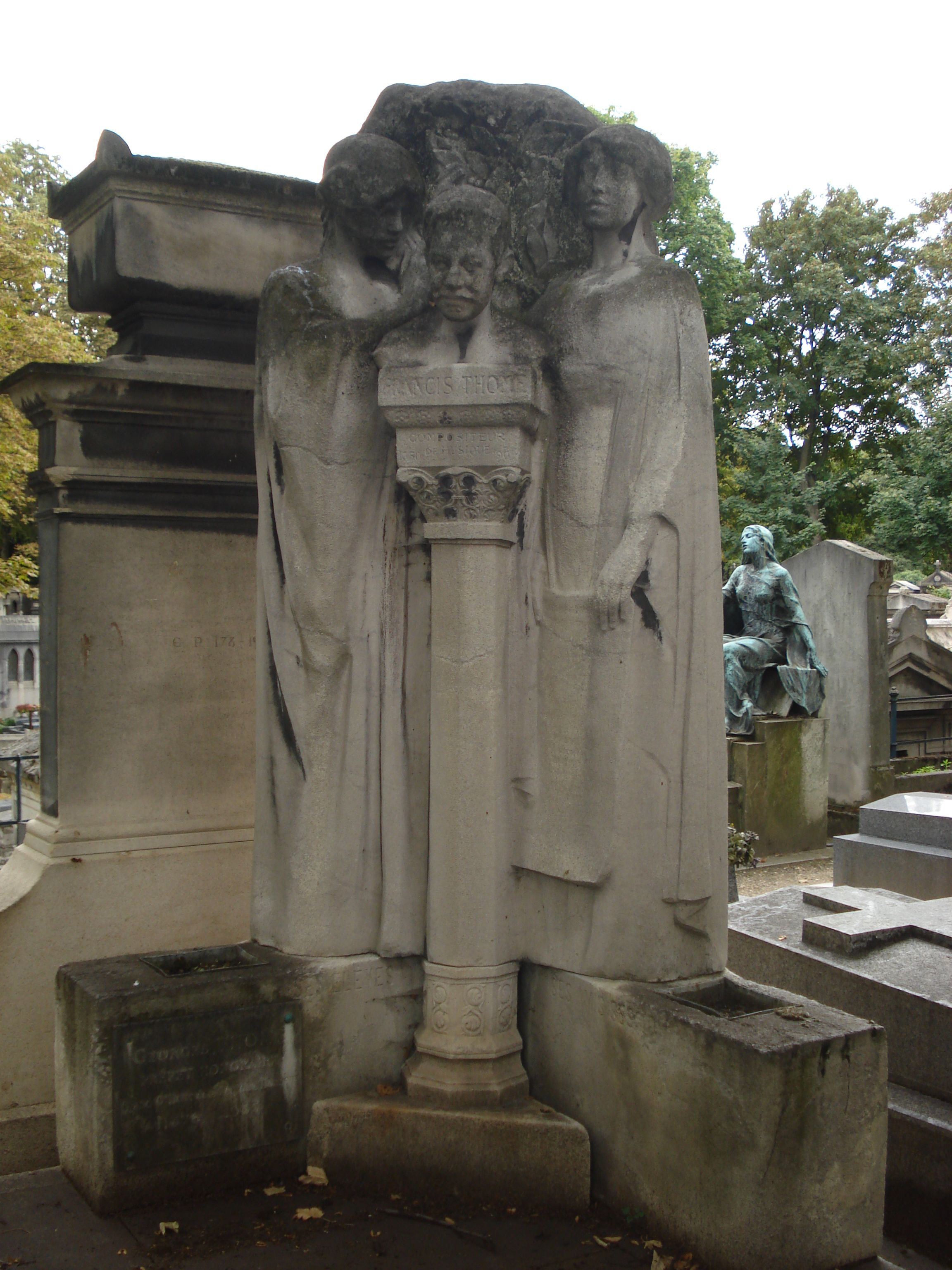
Grabstelle Francis Thomés auf dem Cimetière de Montmartre

Francis Thomé (François Thomé, * 18. Oktober 1850 in Port Louis/Mauritius; † 16. November 1909 in Paris) war ein französischer Komponist.
Francis Thomé studierte Komposition bei Jules Duprato und Ambroise Thomas, Klavier bei Antoine François Marmontel und Orgel bei César Franck am Pariser Konservatorium. Neben Klavierwerken komponierte er zwei Opern, eine Operette, Ballette, Chorwerke und Lieder.